# Tour della nazionale maschile di rugby a 15 della Francia 1958
Il tour della Nazionale di rugby a 15 della Francia 1958 fu il primo tour della nazionale francese di rugby a 15 in Sudafrica, il primo a casa di una delle tre grandi potenze australi del rugby.
Un evento storico per il rugby francese, visto che nei test match i "Bleus" francesi chiudono con un bilancio di un pareggio e una vittoria contro gli Springboks aggiudicandosi la serie.
Gli Springboks — soprannome della nazionale sudafricana — vennero battuti malgrado i francesi avessero molti infortunati nelle partite precedenti. Il primo match terminò 3-3 e il secondo terminò con i francesi vittoriosi 9-5 all'Ellis Park di Johannesburg, guidati dal capitano Lucien Mias detto Docteur Pack (dottor mischia)
La squadra di Francia dimostrò il suo valore, tale da permetterle di giocare alla pari con tutte le squadre più forti del mondo.

## La storia

### Preambolo

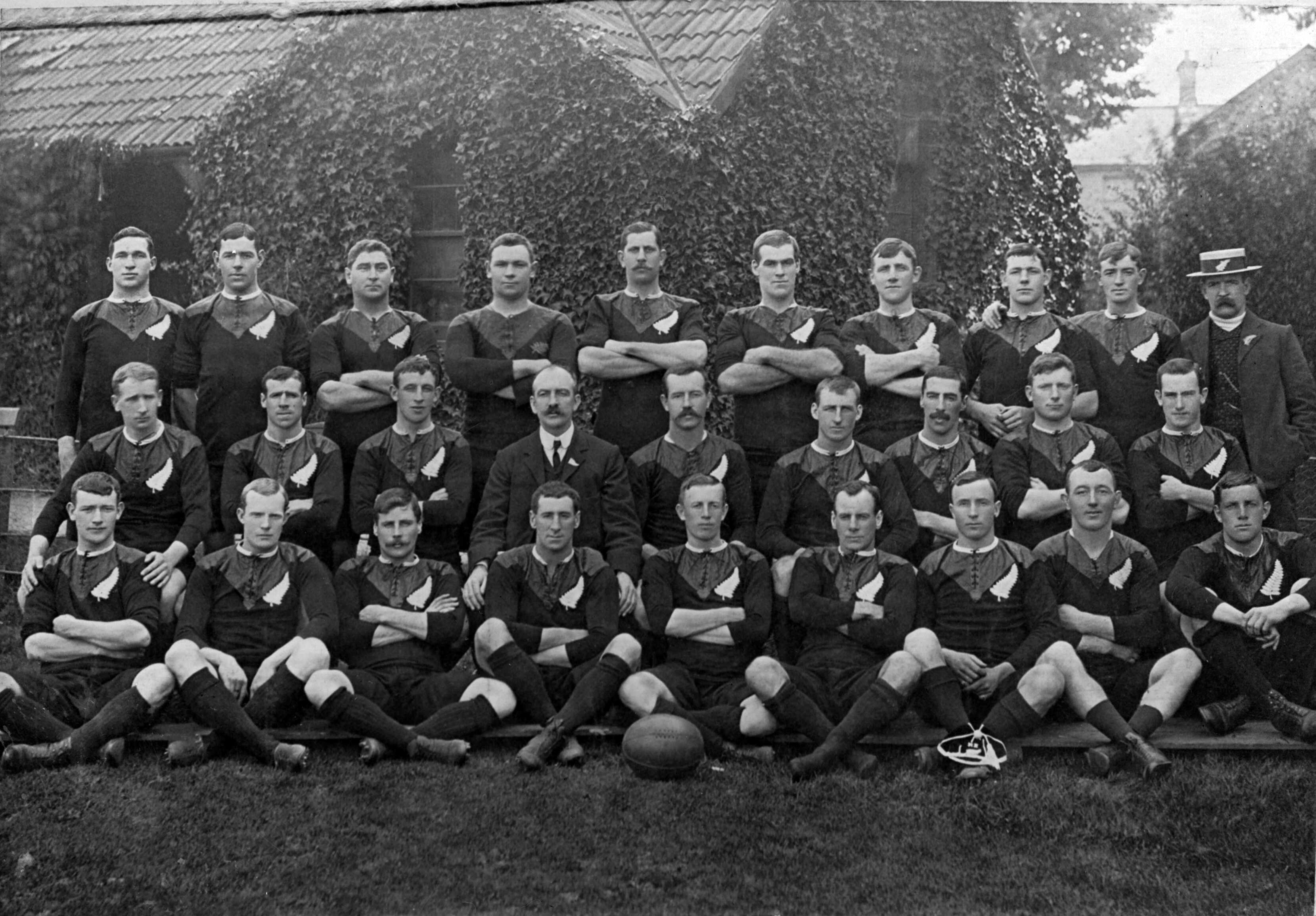
Gli All Blacks furono i primi avversari dei Francesi.

Il primo match ufficiale di una nazionale francese di rugby si svolse il 1º gennaio 1906, contro gli All Blacks neozelandesi, in quel periodo in tour in Europa. La selezione francese sarà di fatto ammessa a disputare il Torneo delle Cinque Nazioni solo nel 1910. Dal 1906 al 1914 disputerà 28 incontri internazionali vincendone solo uno sulla Scozia nel 1911 (FR) .
Nel 1931, la Francia venne esclusa dal torneo con l'accusa di professionismo e a causa del gioco violento in alcuni incontri.

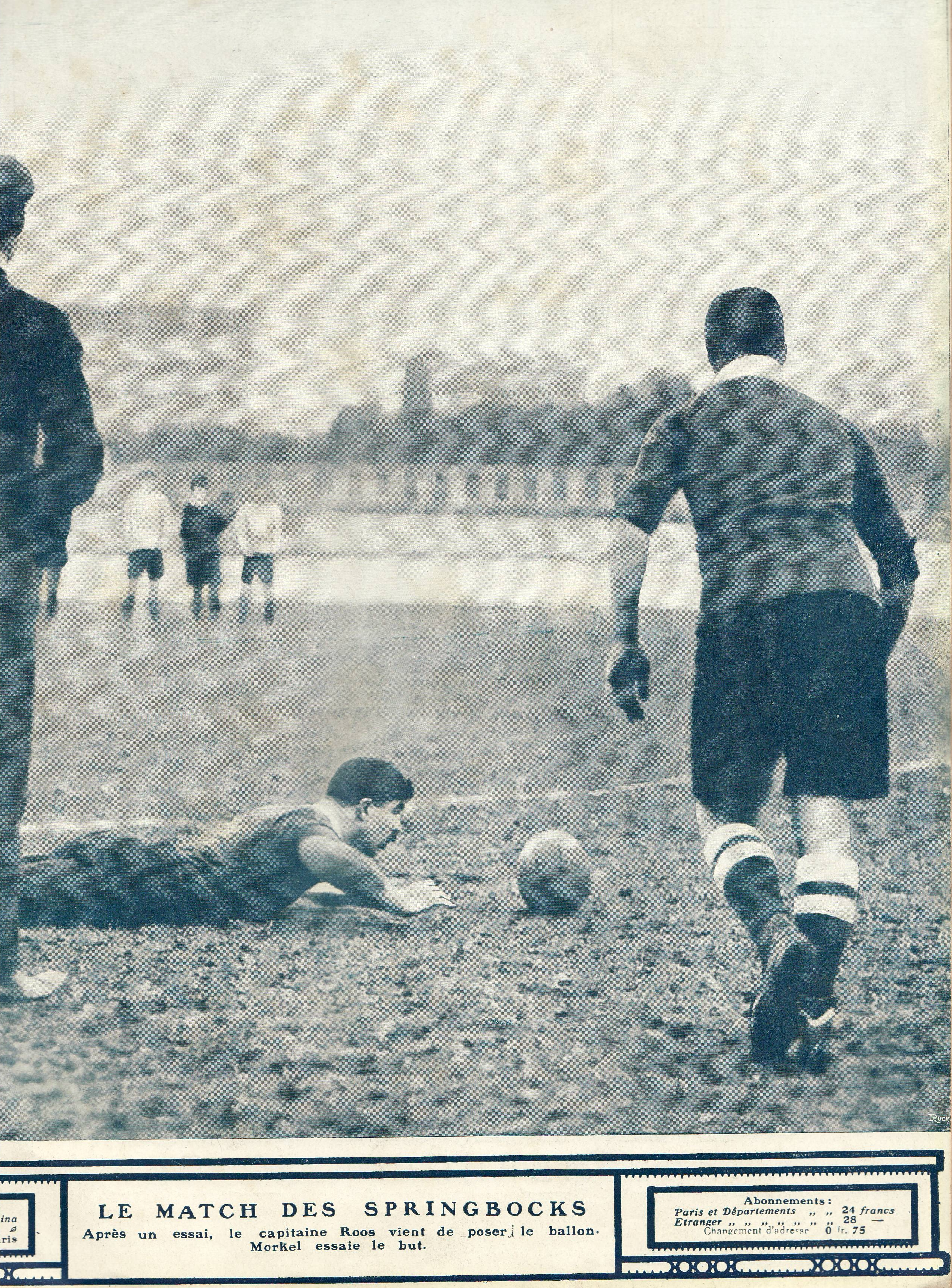
Il Sudafrica in campo a Parigi in occasione del suo tour del 1906-1907

Dopo la seconda guerra mondiale, la Francia riprenderà l'attività internazionale nel 1945 contro il Galles e rientrerà nel torneo nel 1947. I risultati miglioreranno con 14 vittorie in 26 match dal 1945 al 1950 e miglioreranno ulteriormente tra il 1951 e il 1958 con 30 vittorie su 49 match. Il 21 febbraio 1948 a Swansea, guidati da Robert Soro che sarà soprannominato proprio il leone di Swansea, i Francesi conquisteranno la prima vittoria esterna della storia (11-3). Il 24 febbraio 1951 conquisteranno il primo successo esterno contro l'Inghilterra a Twickhenham con lo stesso risultato..
Nel 1954 la Francia conquistò la prima vittoria contro gli All Blacks guidata da Jean Prat, il capitano, che realizza i tre punti della vittoria francese..
Nel 1957 vi fu una battuta di arresto con 4 sconfitte su quattro nel Cinque Nazioni, oltre la clamorosa sconfitta (15-18) con la Romania. Nel Cinque Nazioni 1958 i francesi persero i primi due match con Scozia ed Inghilterra, ma si rifecero con Galles (a Cardiff) e Irlanda, conquistando nel frattempo anche una vittoria per 19-0 contro l'Australia.
Dall'altra parte, gli Springboks persero la serie contro gli All Blacks durante il tour in Nuova Zelanda del 1956 (tre sconfitte ed una sola vittoria). Questa sconfitta costrinse Danie Craven a dimettersi da selezionatore degli Springboks anche se divenne presidente della federazione sudafricana, carica che manterrà per 40 anni.

### Il primo match in Rhodesia
A soli tre giorni dall'arrivo i Francesi scesero in campo contro la Rhodesia, che vantava una vittoria contro gli All Blacks nel 1949 e una sconfitta di misura (16-12). All'epoca la selezione comprendeva anche giocatori della Rhodesia del Nord, ossia dell'attuale Zambia.
Fu un facile successo per 0-18, quattro mete segnate, ma vi furono i primi due infortuni al capitano Michel Celaya (distorsione al ginocchio) e Jacques Lapatey (incrinazione alle costole). Il lunedì successivo, in allenamento, Louis Casaux si fratturò la clavicola.
| Arbitro: | Chris Ackermann |

|  |           |                                                                   |
|  | Marcatori | mete: Danos, Celaya Martine,Rancoule trasf.:Vannier c.p.: Vannier |

### A Pretoria
Il secondo match del tour si svolse a Pretoria, dove la Francia venne opposta ad una selezione mista del Northern Transvaal e del Western Transvaal. Una caratteristica degli avversari dei francesi in questo tour fu proprio lo schierare forti selezioni combinate di più province, cosa mai avvenuta per altre nazionali in tour in Sudafrica.
Fu un match assai duro ed equilibrato, aperto da un drop di Van Zyl per i padroni di casa. I francesi realizzarono due mete riuscendo a resistere alla potenza del pack sudafricano. Carrère e Dupuy gli autori di queste due mete in sequenza. Sul 10-3, i sudafricani cambiarono strategia, guidati da Johan Claassen, e decisero di giocare palloni calciati alti (up and under). Raccolto uno di questi Baartman realizzò la prima meta dei padroni di casa. nel secondo tempo con una punizione di Geyer, due mete di Schmidt e Swemmer portarono il Transvaal sul 19 a 10. Nell'ultimo quarto d'ora i Francesi cercarono di rimontare. Una meta di Stener trasformata da Lacaze portò sul 19-15 il risultato. Una meta allo scadere di Dupuy porta i Francesi ad un passo dal sorpasso ma Lacaze fallisce la trasformazione. La Francia perde così 19-18. Altri quattro giocatori si sono infortunati: Lucien Mias, Pierre Lacaze Louis Echave, Pierre Danos, che passò la notte in osservazione all'ospedale..
| Arbitro: | Carlson |

|                                                                        |           |                                               |
| mete: Baartman Schmidt, Sweemer trasf.: Geyer c.p.:Geyer Drop: Van Zyl | Marcatori | mete: Dupuy 2 Carrère, Stener trasf.:Lacaze 3 |

### Il terzo match
Il terzo avversario era sulla carta la più forte selezione provinciale, composta da giocatori dei Eastern Transvaal, Natal e Transvaal e schierava i migliori tre quarti del paese.
Dall'altra parte, i selezionatori francesi non possono schierare la miglior squadra, a causa degli infortuni e la necessità di un "turn-over" per far riposare i giocatori. Il gioco della mischia è dominato dai sudafricani, che rubano molti palloni al pacchetto francese.. In ogni caso sono i francesi a portarsi in vantaggio con una meta di François Moncla al 17', trasformata da Vannier.
Al 25' lo stesso Vannier subisce un grave infortunio ad una gamba e deve uscire. Peter Taylor, con molta sportività, propose al capitano francese Jean Barthe di effettuare una sostituzione. Entra così Roger Martine. All'epoca non erano previste sostituzioni neppure per giocatori infortunati. Il primo tempo finisce sul 5-5 dopo una meta sudafricana.
Nel secondo tempo una meta di Pierre Lacroix è seguita da una terza mete ad opera di Rogè trasformata da Barrière che porta il risultato sul 5-13.
Grazie ad una meta e ad una punizione i sudafricani riuscirono a ridurre lo svantaggio a due soli punti (11-13) e a tre minuti dalla fine ottengono una punizione sulla linea dei 22 metri, che Steenkamp trasforma per il clamoroso sorpasso (14-13).
Sull'ultimo attacco disperato, Rancoule raccoglie un pallone a terra e supera vari avversari permettendo a Moncla di realizzare la meta della vittoria..
Vannier è stato portato in un ospedale di Johannesburg dove sarà operato l'indomani a causa della rottura dei legamenti del ginocchio.
| Arbitro: | Burmeister |

|                                                            |           |                                                        |
| mete: Tweege, Antelme trasf.:Steenekamp c.p.: Steenekamp 2 | Marcatori | mete: Moncla 2, Lacroix Rogè trasf.: Vannier, Barrière |

### IV Match: Orange Free State
I francesi si trasferirono quindi a Bloemfontein per affrontare la selezione dei Cheetahs dell'Orange Free State rinforzata da giocatori di Grigualand West e dell'Africa del Sud Ovest. La partita terminò in pareggio per 11 a 11. I "Blues" realizzarono due mete ad opera di Pierre Lacroix e Aldo Quaglio contro una dei sudafricani ad opera di Van Niekerk. La Francia fallì la possibilità di vincere allo scadere quando Michel Celaya fallisce, anche a causa dei problemi al ginocchio, la trasformazione della meta di Quaglio. Altri giocatori francesi subiscono infortuni; Lacroix una brutta distorsione alla caviglia e Haget di uno stiramento alla spalla.
| Arbitro: | Burmeister |

|                                              |           |                                                     |
| mete: Van Niekerk trasf.:Botha c.p.: Botha 2 | Marcatori | mete: Lacroix, A.Quaglio trasf.: Celaya c.p.: Danos |

### Il primo test match
Per il primo test match, il 26 luglio 1958, tra i francesi e gli Springboks i selezionatori sudafricani fecero esordire sette giocatori, rinnovando la squadra che nel tour del 1956 aveva concesso 3 vittorie su 4 partite alla Nuova Zelanda.
Inoltre i primi incontri del tour francese avevano convinto i selezionatori di mantenere nella struttura della squadra le caratteristiche tipiche del rugby sudafricano: rudezza e forza fisica con un gioco basato sugli avanti. D'altronde i francesi nel terzo incontro avevano perso 37 mischie contro 9 vinte.
Sette giorni dopo la sconfitta di Pretoria contro il Transvaal, i francesi schierarono tre degli infortunati Danos, Lacaze e Mias.
L'inizio dell'incontro seguì quanto previsto nei pronostici. Dopo la prima mischia i francesi vennero sanzionati con una punizione fallita da Johan Steenekamp. La seconda mischia portò ad una seconda punizione, anche questa volta non realizzata.
Per la prima mezz'ora i francesi dovettero limitarsi a contenere gli avanti avversari, sino a quando l'ala Jean Dupuy riuscì a trovare un varco e correre per quaranta metri, prima di essere bloccato a dieci metri dalla linea di meta avversaria. Quindi Bernard Momméjat tentò un drop, fallendolo. Dieci minuti dopo, partendo velocemente da una mischia sulla linea dei ventidue metri avversari i francesi aprirono rapidamente il pallone e Danos realizzò un drop quasi sulla linea di touche.
Tra la sorpresa generale, la Francia si ritrovò in vantaggio. Con una accorta difesa, i francesi riuscirono a contenere gli avversari, guidati dal mediano di apertura Ian Kirkpatrick costretto a calciare molti palloni in fallo laterale per guadagnare terreno.
Nel secondo tempo, la partita mantenne la stessa cadenza. Dupuy tentò una nuova incursione nella metà campo avversaria e trasmise la palla a Jean Barthe sui ventidue metri dalla meta. Fermata l'offensiva, sulla successiva mischia François Moncla recuperò palla senza riuscire però a schiacciare il pallone in meta. Danos riuscì a segnare sul prosieguo dell'azione, ma l'arbitro ritenne il passaggio irregolare e annullò la meta. Stranamente, anziché assegnare una punizione, assegnò una mischia.

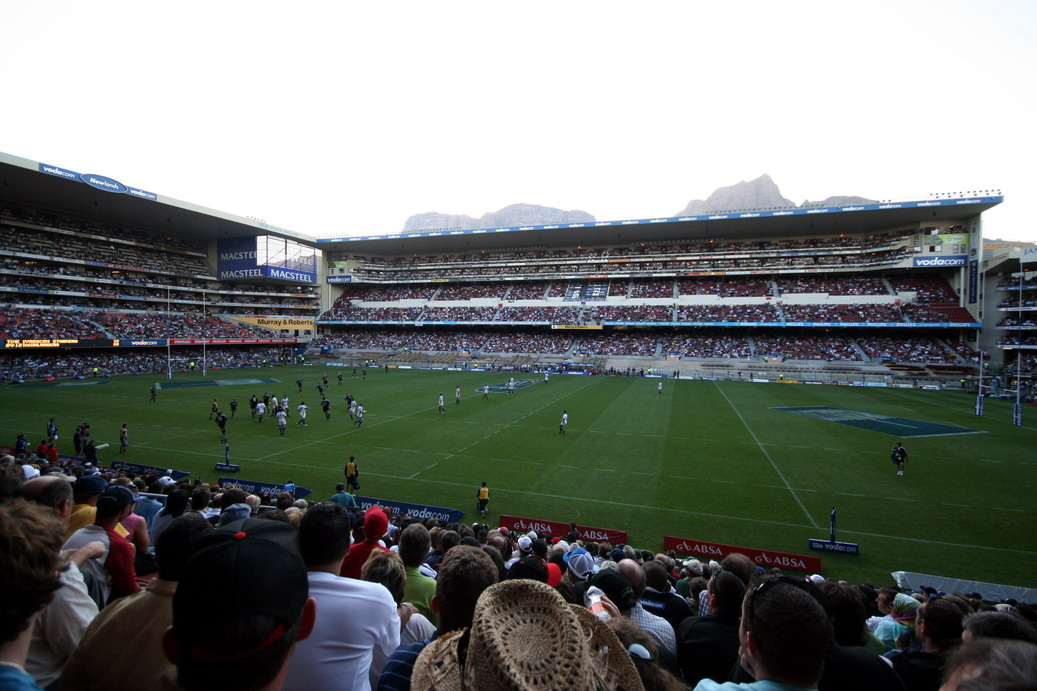
Lo stadio di Newlands

Più tardi gli Springboks fallirono l'occasione per segnare. In due contro uno (l'estremo Lacaze) Wilf Rosenberg fallì il passaggio alla sua ala. Gli Springboks rimasero in attacco e Butch Lochner sfuggì ad un placcaggio per realizzare una meta, la cui trasformazione venne fallita da Steenekamp..
Nell'ultimo quarto d'ora i francesi soffrirono ma riuscirono a conquistare cinque palloni sull'introduzione avversaria in mischia, prima che nell'ultimo attacco l'apertura Roger Martine tentasse il drop, fallendolo, anziché trasmettere il pallone a Henri Rancoule, libero sull'ala..
Il pareggio venne ovviamente considerato come una vittoria per i francesi ed una sconfitta per i sudafricani.
| Arbitro: | Bertie Strasheim |

|              |           |             |
| meta Lochner | Marcatori | drop. Lanos |

### VI Match: Western Province
Il mercoledì successivo, i francesi furono opposti ad una selezione mista di tre province: Western Province, Boland South Western Districts. Questa selezione intendeva ristabilire "l'onore sudafricano", Il capitano Jan Pickard, era convinto che la sua squadra fosse «più forte di quella degli Springboks e sarà soprattutto più abile nel manovrare la palla». Ne facevano parte dieci Springboks, di cui quattro reduci del test match: Van Zyl, du Toit, van der Merwe e Koch.
La Francia schierava una squadra di ripiego a causa degli infortuni e il riposo necessario dopo le precedenti fatiche. Il tallonatore Robert Vigier venne schierato mediano di mischia. Barthe e Momméjat furono tenuti a riposo, mentre Rancoule e Quaglio riposarono per infortunio. Per sette dei quindici giocatori si trattava del quinto match.
Questa volta l'incontro non ebbe storia: i sudafricani conducevano già 22-0 dopo mezz'ora di gioco. Il bottino sudafricano fu di cinque mete di cui quattro trasformate, quattro punizioni ed un drop. I francesi salvarono l'onore con una meta di Carrère, trasformata da Lacaze che realizzò anche una punizione.
I francesi in questo match si resero conto che il loro modo di attaccare rapidamente con apertura e tre quarti non sorprendeva più i sudafricani, abilissimi anche a recuperare molti palloni dopo i placcaggi. Alcune variazioni al gioco di attacco si resero necessarie.
| Arbitro: | Badenhorst |

|                                                                                           |           |                                       |
| mete: Skene 2, Ackerman Gillepsie, Lynn, trasf. Wentzell 4 c.p. Wentzell 4 drop; Wentzell | Marcatori | mete. Carrere tr. Lacaze c.p. Lacaze. |

### VII match: gli Junior Springboks
Diversamente da quel che poteva far pensare il nome, gli Junior Springboks non erano una selezione giovanile sudafricana (ruolo riservato successivamente alle "Gazelles"), ma una selezione delle riserve degli Springboks, (oggi si chiamerebbe "Sud Africa A") con molti giocatori che cercavano di mettersi in luce per avere un posto per il secondo test-match.
Le nuove tattiche di attacco dei francesi sembrarono ad inizio partita dare i loro frutti, salvo per alcuni errori banali. All'ottavo arrivò la meta con l'ala Pierre Lacaze che perforò la difesa prima di trasmettere a Dupuy che finalizzò la mete. Seguì la trasformazione di Lacaze. Poco dopo un calcio a scavalcare di Lacaze raggiunse Dupuy che mancò la presa sul pallone.
Nelle mischie si evidenziò una forte tensione tra i due pacchetti, alimentata dall'arbitro Lammie Louw che, secondo i francesi, favoriva troppo i suoi connazionali. Coetzee trasformò uno dei tanti calci di punizione accordati e ridusse lo score sul 5 a 3.
Inoltre l'arbitro manca di autorità nella gestione dei raggruppamenti.
A seguito di altri incidenti, tra cui un duro colpo subito da Mais, i francesi cominciarono a farsi giustizia da soli. Così sia Allen che Peter Taylor si ritrovarono su una barella. Tre mete di Carrère, Rogé e Martine vennero annullate. Un nuovo incidente avvenne quando i francesi giocarono una rimessa laterale sulla linea dei ventidue metri avversari, con la palla conquistata da Carrère. La palla venne "aperta" e, attraversato in senso longitudinale il campo, arrivò a Dupuy per la meta. Lacaze stava per tentare la trasformare quando un poliziotto entrò sul campo a segnalare all'arbitro che il guardialinee aveva da segnalare qualcosa. Questi dichiara che la touche era da assegnare a favore del Sud Africa. L'arbitro dunque annulla la meta (secondo la nuova regola che permette all'arbitro di annullare una meta già concessa nel caso di una segnalazione di un giudice di linea). Il match continuò durissimo e i sudafricani realizzarono due delle molte punizioni loro concesse.
I francesi subirono forti contestazioni dalla stampa. Lucien Mias voleva tornare in Francia per protesta. Il manager francese, Saulnier dichiarò che se non fossero cessati i placcaggi in ritardo e senza palla da parte dei sudafricani, la tournée si sarebbe interrotta. Seguì un incontro con il presidente della federazione sudafricana Danie Craven per evitare questo.
| Arbitro: | Lammie Louw |

|                              |           |                            |
| c.p.: Coetze 2 Drop: Vincent | Marcatori | mete: Dupuy trasf.: Lacazw |

### VIII match: East London
Nell'ottavo incontro, la squadra francese vide il ritorno del suo capitano storico Michel Celaya che, dopo i due infortuni subiti nel primo match e contro Orange Free State, venne richiamato in campo. Ma dopo solo otto minuti il ginocchio cedette ancora e Celaya dovette abbandonare. Il capitano sudafricano Cunningham, come già Peter Taylor nel corso del terzo incontro, concesse ai Francesi di fare una sostituzione. François Moncla entrò dunque in campo.
I Francesi dominarono agevolmente l'incontro, disputato in un "clima" molto più sportivo dei precedenti.
| Arbitro: | Calitz |

|                                      |           |                                                        |
| mete: Selley c.p. Gerber, Cunningham | Marcatori | mete: Carrère, Moncla Fremaux, Marquesuza trasf Lacaze |

### IX Match: la selezione universitaria
L'ultimo avversario prima del test match finale fu la selezione universitaria sudafricana. I selezionatori sudafricani, lasciarono la possibilità ad alcuni giocatori di guadagnarsi il posto in squadra per il secondo test match, annunciando la formazione per quell'incontro solo dopo questo.
I francesi invece avevano le scelte obbligate per la serie di infortuni. Quaglio viene schierato terza linea e Alfred Roques fu costretto a giocare l'ottavo match del suo tour. Il centro Arnaud Marquesuzaa lo stesso. Ritornò dopo la minaccia di tornare a casa, il capitano Lucien Mias.
All'inizio del match il centro sudafricano Wilf Rosenberg, che aveva giocato il primo test match si ferì dopo un placcaggio di Marquesuzaa. Deve uscire in barella. Il capitano francese Lucien Mias permette ai sudafricani di effettuare una sostituzione.
L'incontro è tutto a favore dei francesi che agevolmente portarono a casa il risultato per 36-12.
| Arbitro: | Bawden Coombe |

|                                                       |           |                                                                                 |
| mete: Labuschagne 2 Meyer trasf. Coetzee c.p. Coetzee | Marcatori | mete: Rogé 2 Moncla Fremaux, Roques Barrière trasf. Lacaze 4 drop Lacaze, Danos |

### Il 2° test match
Il secondo test match si giocò il 16 agosto 1958 all'Ellis Park di Johannesburg. I selezionatori francesi si ritrovarono con soli 18 giocatori disponibili, undici avanti e sette tre-quarti.. Ma due di questi, Roger Martine e Jean Barthe, non erano al meglio della forma,. Anche Pierre Lacaze dovette ricorrere ad antidolorifici.
Il giorno del match il tallonatore Robert Vigier dovette dare forfait per problemi di vertigine. Alcuni giorni dopo si scoprirà che era stato vittima di un lieve infarto.
Gli Springboks non perdevano una serie di test match contro avversari in tournée dal 1896. Era necessaria dunque una vittoria, dopo il pareggio del primo match, considerato un'onta. Otto giocatori provenivano dalla selezione dell'Ovest che aveva battuto la Francia 38-8. Altri due avevano battuto la Francia nel secondo match a Pretoria. Altri cinque avevano giocato il primo test match.
Una palpabile tensione giunse al massimo Un giornale locale titolò Il sangue scorrerà all'Ellis Park'.
I Francesi chiesero e ottennero che arbitrasse Chris Ackermann il direttore del primo match contro la Rhodesia. Era originario della provincia del Boland come i giocatori della prima linea degli Springboks, quindi conosceva bene i loro trucchi. Sarà una buona scelta, con un arbitraggio impeccabile e senza contestazioni.
L'inizio del match fu secondo le previsioni: il pilone Alfred Roques fu placcato senza palla dalla seconda linea Jan Pickard. I giocatori francesi non si fecero intimidire e si portarono in vantaggio al 15' con una penalità trasformata dall'ala Pierre Lacaze. Il pareggio degli Springboks arrivò dieci minuti dopo: partendo dai propri trenta metri il mediano di apertura Jeremy Nel superò nell'uno contro uno André Haget quindi la palla fu trasmessa a Joe Kaminer e da questi a Alan Skene, poi all'ala Loftie Fourie, che evitò il placcaggio di Lacaze e portò la palla in meta,. L'ala Mickey Gerber realizzò la trasformazione portando in vantaggio i sudafricani.
I francesi furono due volte ad un passo dal tornare in vantaggio. Al 35' Gerber riuscì ad evitare una meta dopo un calcio a seguire di Haget nell'area dei ventidue metri del Sudafrica. Quindi Jean Barthe. presa palla sulla linea di metà campo, poco distante dalla linea di meta, riuscì a superare i difensori venendo fermato sulla linea di meta da tre avversari che gli impedirono di schiacciare la palla a terra...
Alla ripresa, malgrado la forte pressione della mischia sudafricana i Francesi resistettero per i primi venti minuti, durante i quali Barthe realizzò il secondo exploit del match. Un attacco sudafricano permise all'ala Jan Prinsloo di superare Jean Dupuy, peraltro ferito al ginocchio. Sembrava meta sicura ma Barthe in extremis riuscì a bloccare l'avversario e spingerlo fuori dal campo.
Quindi su una touche in zona d'attacco, la seconda linea Bernard Momméjat conquistò palla, che trasmise a Danos, da lui a Lacaze che centrò un drop portando i francesi in vantaggio per 6-5. A sette minuti dalla fine Roger Martine centrò un altro drop che fissò il risultato sul 9-5.
| Arbitro: | Chris Ackermann |

|                                      |           |                                             |
| m. Loftie Fourie trasf.Mickey Gerber | Marcatori | c.p. Pierre Lacze dropLacaze, Roger Martine |